# 微信收费事件
微信收费事件为腾讯与运营商之间的纠纷，主要针对运营商是否应该向微信或微信用户收费，中華人民共和國工业和信息化部也介入了此事，与腾讯各执一词。此事最后以不收费告终。

## 起因
微信为腾讯出品的一款OTT（Over The Top，指互联网企业超越运营商）移动聊天工具，于2011年推出，由于将会常驻手机后台，会产生大量信令，2013年3月，随着微信用户数不断增加，网上传言微信即将收费，标准为信息5分/条，语音1角/条。亦有网友声称微信将采用包月制度和流量收费制度，也可能采用每月收取一定数额。

## 发展

### 工信部
工信部部长苗圩于2013年3月31日表示微信有可能收费，但不会大幅收费，目前正在协调，称：
|  | （通信运营商）说我维护这么大的一个网络，还要投资还要运营，除了流量以外还应该有这些方面的收费，这也是合情合理的。但是绝不能占有垄断的这个地位，卡死像腾讯这样一个非常好的企业。 |

但在4月23日上午的国务院新闻办公室新闻发布会上，工信部官员称：微信是否收费将由经营者决定，政府不会干预。腾讯表示微信短期不会收费，工信部也表示支持。

### 官方回应
腾讯微信新闻发言人及产品总监曾鸣表示微信收费纯属谣言，称微信商业化的探索刚刚起步，还没有盈利模式，“我们不急于追求盈利，目前我们最关心的还是用户的社交体验和产品自身的通信体验。”
2013年3月31日腾讯对新华社记者明确表示：「腾讯公司肯定不会就微信的基础服务向用户收取费用。」

4月11日，微信团队通过微信向部分用户推送声明：
|  | 近期在微博上流传的“微信要对用户收费”，纯属有人恶意造谣，请大家不要相信谣言。微信绝不会对用户收费，感谢你一直以来对微信的支持。我们正在努力开发下一版本的新功能，希望可以让微信更好用，也更好玩。 |

随后，微信宣布启动2.5G网络优化工程，将会与运营商共同探讨优化方案。

### 央视报道
2013年4月5日，中国中央电视台新闻中心发布微博，标题为“德国的“微信”软件是收费的！”此条微博指出，在德国，与“微信”类似的软件（如WhatsApp、Skype等），在德国下载和发送文字、图片以及语音消息均免费，但部分运营商向软件中的类似于微信中的实时对讲、视频聊天即时通话功能则采取不同程度的收费套餐。但大部分网友对此表示不满，李承鹏、孙海英等名人均对此表示不满。同日，CCTV《证券市场周刊》栏目报道称，工信部官员表示微信收费已成定局，但实际上此后并未实施相关措施。

### 网友反映
据新华网4月4日发起的一项调查，九成的网友表示如果微信收费，将不会继续使用。且也有网友认为运营商的基础网络设施差，才导致微信占用信令而影响通讯。